# Sofular, Pazarlar
Sofular là một xã thuộc huyện Pazarlar, tỉnh Kütahya, Thổ Nhĩ Kỳ. Dân số thời điểm năm 2008 là 1.27 người.